# بيلي تاكر
بيلي تاكر (بالإنجليزية: Billy Tucker)‏ (17 مايو 1948 في المملكة المتحدة - ) هو لاعب كرة قدم بريطاني في مركز الدفاع. لعب مع سويندون تاون ونادي بوري ونادي هيرفورد ونادي كيدرمينستر هاريرز لكرة القدم ونادي تشيلتنهام تاون لكرة القدم وEvesham United F.C. ‏.